# Taenionema grinnelli
Taenionema grinnelli is een steenvlieg uit de familie vroege steenvliegen (Taeniopterygidae). De wetenschappelijke naam van de soort is voor het eerst geldig gepubliceerd in 1918 door Banks.